# 14966 Jurijvega
14966 Jurijvega eller 1997 OU2 är en asteroid i huvudbältet som upptäcktes den 30 juli 1997 av den slovakiska astronomen Herman Mikuž vid Črni Vrh-observatoriet. Den är uppkallad efter matematikern Jurij Vega.
Asteroiden har en diameter på ungefär 2 kilometer.